# Mayaro
Mayaro es una localidad de Trinidad y Tobago, que forma parte de la región de Mayaro-Rio Claro.

## Geografía
La localidad abarca parte de la isla Trinidad y limita al norte con Mafeking, St. Joseph Village y Plaisance, al sur con Radix, al este con el Atlántico y al oeste con Union Village.

## Demografía
Datos demográficos de la localidad de Mayaro:
| Gráfica de evolución demográfica de Mayaro entre 2000 y 2011 |
|                                                              |